# William Juxon
William Juxon (forse Chichester, 1582 – Lambeth, 4 giugno 1663) è stato un arcivescovo anglicano inglese che fu vescovo di Londra dal 1633 al 1649 e arcivescovo di Canterbury dal 1660 fino alla sua morte.

## Biografia
Era figlio di Juxon e nacque probabilmente a Chichester dove venne educato alla locale scuola di grammatica, The Prebendal School. Passò poi alla Merchant Taylors' School di Londra e quindi al St John's College di Oxford, dove ottenne una borsa di studio nel 1598. Studiò legge ma successivamente prese gli ordini sacri e nel 1609 divenne vicario della St Giles' Church di Oxford dove rimase fino a quando divenne rettore della parrocchia di Somerton nel 1615. Nel dicembre 1621 succedette al suo amico, William Laud, nel ruolo di presidente del St John's College e negli anni accademici 1626 e 1627 fu Vice-Chancellor dell'Università di Oxford. Ottenne quindi altri importanti incarichi, compreso quello di cappellano di re  Carlo I.
Nel 1627 venne nominato rettore di Worcester e nel 1632 vescovo di Hereford e rassegnò le dimissioni dalla presidenza del St John's nel gennaio 1633. Non riuscì nemmeno ad assumere l'incarico ad Hereford e nell'ottobre del 1633 venne consacrato vescovo di Londra in successione di Laud.
Nel marzo 1636 Carlo I affidò a Juxon importanti incarichi laici nominandolo Lord High Treasurer d'Inghilterra e Primo Lord dell'Ammiragliato. Per i successivi cinque anni ebbe a che fare con problemi finanziari ed altre difficoltà. Si dimise quindi dalla treasurership nel maggio 1641. Nel corso della Guerra Civile, il vescovo, contro il quale non erano state portate accuse in parlamento, visse indisturbato a Fulham Palace. Il suo consiglio venne spesso richiesto dal re, che aveva una grande opinione di lui e gli chiese di essere con lui sul palco, per offrirgli gli ultimi riti, prima della sua esecuzione.
Juxon venne privato del suo incarico vescovile nel 1649 e si ritirò a Little Compton in Gloucestershire, dove aveva acquistato una casa e divenne famoso come proprietario di una muta di cani. Quando avvenne la restaurazione di re Carlo II divenne Arcivescovo di Canterbury e officiò l'incoronazione del re, ma la sua salute iniziava a declinare ed egli morì poco dopo a Lambeth Palace. Lasciò i suoi averi al St John's College dove ebbe sepoltura. Lasciò anche un lascito alla St Paul's Cathedral per dei lavori di restauro e ricostruì la Great hall di Lambeth Palace.